# Sgùrr Mòr (Fannichs)
Der Sgùrr Mòr ist ein als Munro und Marilyn eingestufter, 1.109 m (3.638 ft) hoher Berg in den schottischen Highlands. Sein gälischer Name kann in etwa mit Große Spitze oder Großer Berg übersetzt werden. Er liegt in der Berggruppe der Fannichs, gut 50 Kilometer nordwestlich von Inverness.
Anhand seines auffälligen kegelförmigen Gipfels und seiner Höhe ist der Sgùrr Mòr leicht erkennbar. Er liegt im zentralen Bereich der Fannichs nördlich von Loch Fannich, in etwa in der Mitte der gesamten Bergkette. Über drei hochgelegene Grate ist der Berg mit den benachbarten Gipfeln verbunden. Nach Nordwesten führt vom durch einen großen Cairn markierten Gipfel ein Grat zum 961 m (3.153 ft) hohen Càrn na Crìche, der aufgrund seiner geringen Schartenhöhe lediglich als Vorgipfel und Munro-Top des Sgùrr Mòr eingestuft wird. Seine steile, als Creag a’ Mhadaidh bezeichnete Nordwand fällt bis an das Ufer des nördlich liegenden Loch a’ Mhadaidh ab. Nordwestlich des Càrn na Crìche schließt sich über einen auf rund 820 m Höhe liegenden Sattel der 934 m (3.064 ft) hohe Meall a’ Chrasgaidh an. Nach Südwesten führt der Hauptgrat der Fannichs zum Sgùrr nan Clach Geala, mit 1.093 m (3.586 ft) der zweithöchste Gipfel der Fannichs. Dessen Ostflanke umschließt zusammen mit der Westseite des Sgùrr Mòr das tief eingeschnittene Coire Mòr. Nach Osten führt ein sich bald nach Nordosten wendender Grat zum Beinn Liath Mhòr Fannaich, mit 954 m (3.130 ft) Höhe ebenfalls ein Munro. Zusammen mit dem Nordwestgrat umschließt dieser Grat das Coireag Bàrr an Fhialaidh. Beide Grate und die Nordwestseite des Sgùrr Mòr besitzen in diesem Bereich steil abfallende Felswände. Nach Süden schließt sich ein allmählich nach Südosten verlaufender breiter und weitgehend grasiger Grat an, der über den 971 m (3.186 ft) hohen Vorgipfel Meall nan Peithirean zum Meall Gorm führt, mit 949 m (3.114 ft) Höhe ein weiterer Munro. Auf der Südseite des Sgùrr Mòr finden sich auffällige, bis zu 70 cm hohe Solifluktionsstufen, die zu den bedeutendsten im Vereinigten Königreich gehören.

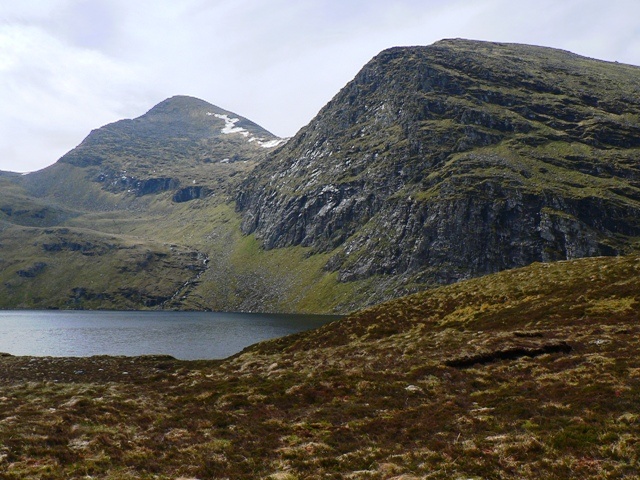
Blick über Loch a’ Mhadaidh zum Sgùrr Mòr (links) und dem Vorgipfel Càrn na Crìche (rechts)
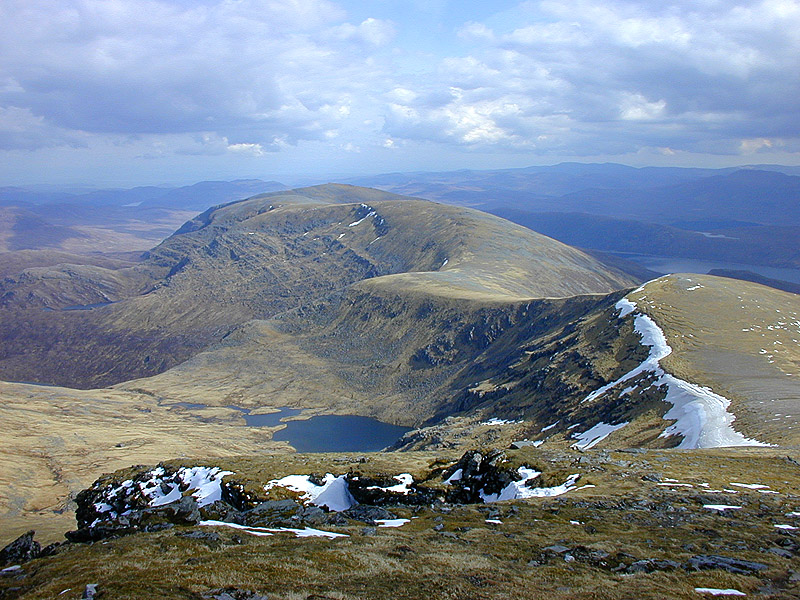
Blick vom Gipfel des Sgùrr Mòr nach Südosten zum Meall Gorm
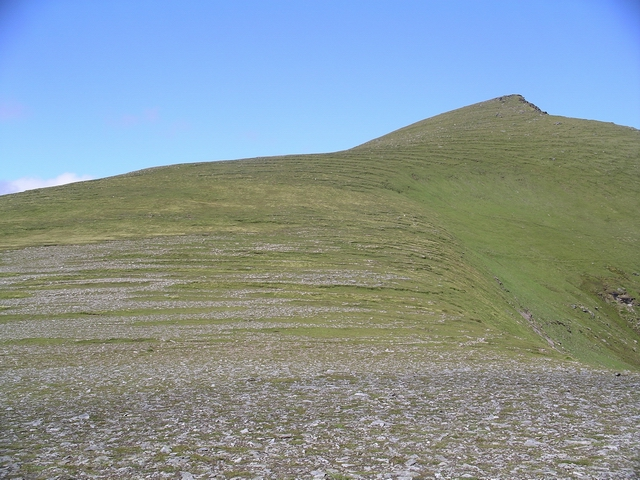
Blick über den Südgrat zum Gipfel, im Vordergrund erkennbar die auffälligen Solifluktionsstufen
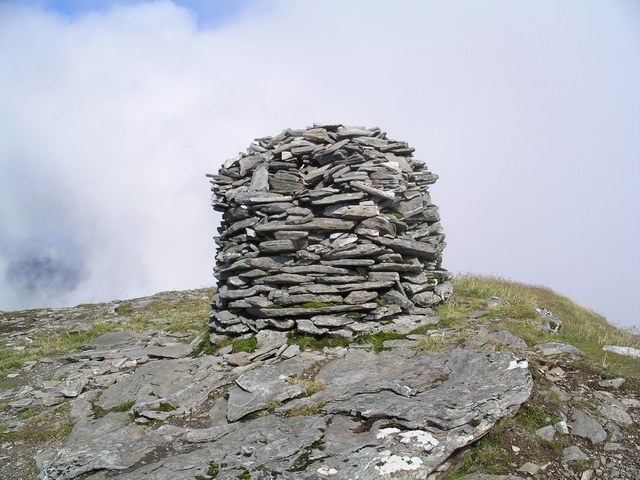
Der massive Gipfelcairn des Sgùrr Mòr

Die zentrale Kette der Fannichs liegt abseits öffentlicher Straßen und erfordert relativ lange Anstiege. Viele Munro-Bagger besteigen den Sgùrr Mòr im Rahmen einer Rundtour über weitere Munros der Bergkette, meistens über den Beinn Liath Mhòr Fannaich und den Meall Gorm. Ausgangspunkt für diese Tour ist ein Parkplatz an der Torrandhu Bridge. Die A835 quert an dieser Stelle den Abhainn an Torrain Duibh, den westlichen Zufluss von Loch Glascarnoch, dessen Quellbäche an der Ostflanke der Fannichs entspringen. Entlang dieser Wasserläufe führt der Zustieg weitgehend weglos zum Ostgrat des Beinn Liath Mhòr Fannaich, über dessen Gipfel und weiter über den Ostnordostgrat des Sgùrr Mòr zum Gipfel. Alternativ kann als erster Gipfel der 923 m (3.028 ft) hohe An Coileachan, der südöstlichste Munro der Fannichs, über seine Nordflanke erreicht werden. Von dessen Gipfel führt die Rundtour über den Meall Gorm zum Südgrat des Sgùrr Mòr. Eine weitere Zustiegsmöglichkeit besteht aus Richtung Süden. Ausgangspunkt ist die Fannich Lodge am Ufer von Loch Fannich, die allerdings nur per Mountainbike über eine nicht öffentliche Fahrpiste erreicht werden kann.